# La Mà
La Mà és un grafiter amb seu a Barcelona, conegut per pintar una característica mà gran.